# Brandon Lee
Brandon Bruce Lee (n. 1 februarie 1965, Oakland, California, SUA - d. 31 martie 1993) a fost un actor american, artist marțial, fiul lui Bruce Lee. Brandon Lee a fost singurul fiu al artistului marțial și actor Bruce Lee și Linda Lee Cadwell (născută Emery). 
A început cariera de actor cu rol de sprijin în filmul Kung Fu: The Movie, a jucat în mai multe filme de acțiune cu buget redus la sfârșitul anilor 1980 și începutul anilor 1990, cum ar fi Legacy of Rage  (1986), Showdown in Little Tokyo  (1991), Rapid Fire (1992). 
Pe 31 martie 1993, Lee a murit în timpul filmării The Crow. Filmul a fost lansat în 1994, cu ajutorul dublurilor de cascadorii și a efectelor speciale,  fiind o dedicație pentru Brandon și logodnica acestuia.

## Biografie
Brandon Lee s-a născut la 1 februarie 1965, în Oakland, California, SUA, în familia artistului marțial și actor Bruce Lee și Linda Lee Cadwell. În aprilie 1965 s-au mutat din Hong Kong în Los Angeles, California. Familia a trăit în Hong Kong, unde Brandon a învățat să vorbească fluent cantoneza, între 1971 și 1973. După moarte tatălui se mută înapoi în Statele Unite. 
A urmat liceul din Chadwick, dar a fost rugat să plece pentru nesupunere - mai precis, să coboare dealul școlii înapoi. A urmat Liceul Bishop Montgomery, situat în Torrance între 1979 și 1980.
În 1983 la vârsta de 18 ani a primit Diploma de Educație Generală (General Equivalency Diploma), apoi a mers la Colegiul Emerson din Boston, Massachusetts, unde a absolvit teatrul. Peste un an, Lee s-a mutat la New York, a învățat la Institutul de Teatru și Film Lee Strasberg  și a făcut parte din grupul American New Theatre, fondat de prietenul său John Lee Hancock. Cea mai mare parte a instrucțiunilor de arte marțiale ale lui Lee au fost primite de la cei mai buni studenți ai tatălui său și cei mai buni prieteni Dan Inosanto și Richard Bustillo 

## Carieră
În 1985 a lucrat pentru Ruddy Morgan Productions ca scenarist, în filmul de acțiune Crime Killer cu George Pan Andreas. A fost invitat la audiție pentru un rol în film, casting organizat de regizorul Lyn Stalmaster, a obținut primul său rol în serialul Kung Fu: The Movie.
În 1986 Lee a obținut primul său rol principal, în Hong Kong, în thrillerul Legacy of Rage, în care a jucat alături de Michael Wong, Regina Kent, Mang Hoi și Bolo Yeung care a apărut în filmul tatălui său, Enter the Dragon. Filmul a fost realizat în limba cantoneză și regizat de Ronny Yu, a fost singurul film făcut de Lee în Hong Kong. A fost nominalizat de Hong Kong Film Award ca cel mai bun interpret (Best New Performer) în acest rol.

## Viață personală
Lee este nepotul cântărețului de operă cantonează numit Lee Hoi-chuen, nepotul lui Robert Lee Jun-fai, și fratele lui Shannon Lee
Străbunicul patern al lui Lee era Ho Kom Tong, un chinez filantropist de descendență Dutch-Ebraic care era fiul lui Charles Henry Maurice Bosman (1839–1892). Descendența mamei lui, Linda Emery, include rădăcini suedeze și germane. Conform cărții, Lee “mândru spune oricui” despre noile aspecte ale noului născut fiu Brandon, descriindu-l ca probabil singura persoană chineză cu păr blond și ochi albaștri.
În 1990, Lee s-a cunoscut cu Eliza "Lisa" Hutton în biroul regizorului Renny Harlin, aflat la sediul  20th Century Fox. Eliza era angajată în calitate de asistent personal al lui Harlin ca mai apoi,  în 1991, să devină editor de povesti pentru Stillwater Productions. Ei urmau să se căsătorească în Ensenada,    Mexic, la 17 aprilie 1993, însă a survenit decesul lui Brandon Lee.
Brandon Lee a fost instruit în Jeet Kune Do, Wing Chun, Muay Thai și Kung-Fu.

## Decesul

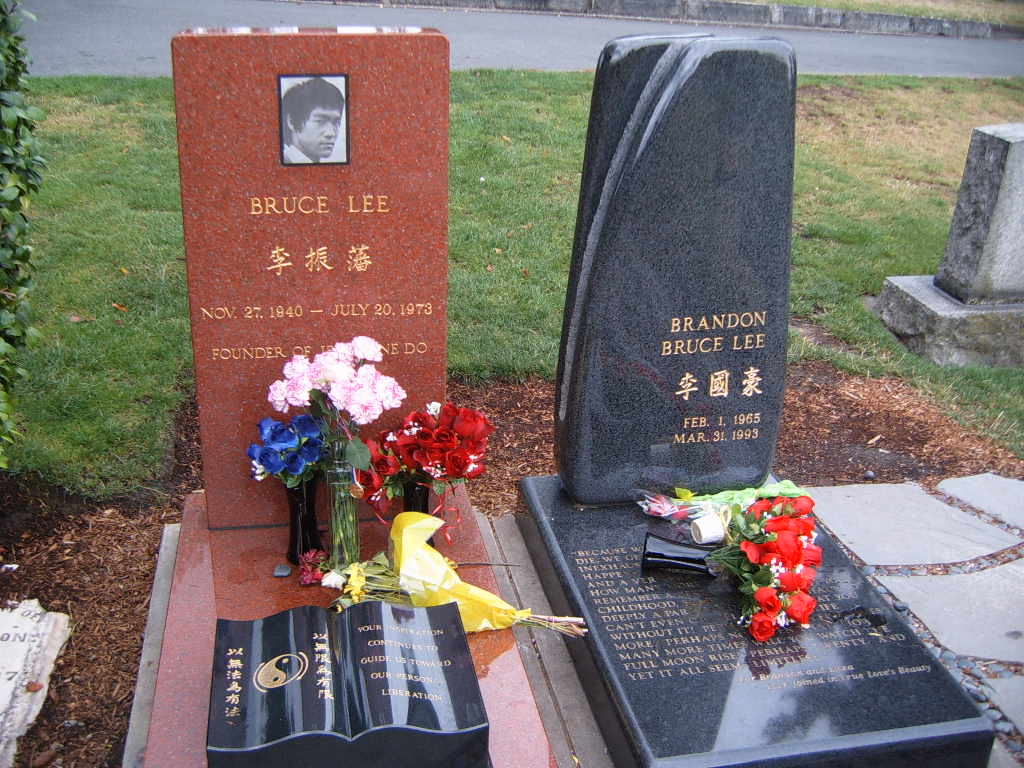
Mormântul lui Brandon Lee și al tatălui său, Bruce Lee

Brandon a murit la vârsta de 28 de ani, la finele filmărilor pentru The Crow (1994). Echipa de filmare a realizat o scenă în care s-a decis să se folosească o armă, fără consimțământul coordonatorului de arme, care a fost trimis acasă mai devreme, în acea seară. Arma încărcată cu eboșe de putere maximă i-a fost înmânată lui Michael Massee, nefiind conștienți de capul de glonț dintr-o rundă inertă care-a fost lăsat accidental în butoi. Chiar dacă arma nu era direct orientată spre Lee, forța eboșelor a curbat direcția de zbor a capului de glonț și acesta i-a zdrobit coloana vertebrală. Echipa a remarcat accidentul abia când Lee încerca să se ridice. Medicii au lucrat cu disperare, timp de cinci ore, dar în zadar. După ce măduva spinării i-a fost distrusă, nu mai avea șanse de supraviețuire. A fost declarat mort la ora 1 P.M., următoarea zi. Trebuia să se căsătorească cu Eliza Hutton pe data de 17 aprilie 1993. Trupul său a zburat spre Seattle, pentru a fi înmormântat alături de tatăl său, la Cimitirul Lake View.

## Filmografie
| An   | Titlu                        | Rol           | Note                                                    |
| ---- | ---------------------------- | ------------- | ------------------------------------------------------- |
| 1985 | Crime Killer                 | Gangster      | necreditat                                              |
| 1986 | Legacy of Rage               | Brandon Ma    | Titlu alternativ: Long Zai Jiang Hu                     |
| 1989 | Laser Mission                | Michael Gold  | Titlu alternativ: Mercenary Man, Soldier of Fortune     |
| 1991 | Showdown in Little Tokyo     | Johnny Murata |                                                         |
| 1992 | Rapid Fire                   | Jake Lo       |                                                         |
| 1992 | Sex, Lies and Video Violence | Cameo         | A fost lansat abia în anul 2000                         |
| 1993 | The Crow                     | Eric Draven   | Împușcat și omorât prin neglijență în timpul filmărilor |

| An   | Titlu                        | Rol          | Note                                          |
| ---- | ---------------------------- | ------------ | --------------------------------------------- |
| 1986 | Kung Fu: The Movie           | Chung Wang   | Film TV                                       |
| 1987 | Kung Fu: The Next Generation | Johnny Caine | Episod Pilot. Difuzat pe CBS Summer Playhouse |
| 1988 | Ohara                        | Kenji        | Episodul What's in a Name                     |